# Râul Umbrari
Râul Umbrari este un curs de apă, afluent al râului Moldova. 